# Grande-Bretagne aux Jeux olympiques d'hiver de 1948
Cet article contient des informations sur la participation et les résultats du Royaume-Uni qui participe sous le nom de Grande-Bretagne aux Jeux olympiques d'hiver de 1948 à Saint-Moritz en Suisse. La Grande-Bretagne était représentée par 55 athlètes. 
La délégation britannique aux Jeux olympiques d'hiver de 1948 a récolté en tout 2 médailles : 2 médailles de bronze. Elle a terminé au 13e rang du classement des médailles.

## Médailles
| Médaille                            | Nom               | Sport               | Compétition       |
| ----------------------------------- | ----------------- | ------------------- | ----------------- |
| Médaille de bronze, Jeux olympiques | Jeannette Altwegg | Patinage artistique | Individuel femmes |
| Médaille de bronze, Jeux olympiques | John Crammond     | Skeleton            | Individuel hommes |